# Gran Premio di Germania 2001
Il Gran Premio di Germania 2001 è stato un Gran Premio di Formula 1 disputato il 29 luglio 2001 allo Hockenheimring. La gara fu vinta da Ralf Schumacher su Williams, davanti a Rubens Barrichello su Ferrari e a Jacques Villeneuve su BAR - Honda. Inoltre fu l'ultima volta che ad Hockenheim si corse nella vecchia configurazione da 6.825 metri; dal 2002, si passò alla nuova configurazione da 4.574 metri, senza i passaggi nelle foreste.

## Vigilia

### Aspetti sportivi
La Jordan rescisse il contratto che la legava a Heinz-Harald Frentzen, sostituendo il pilota tedesco con il collaudatore Ricardo Zonta per il Gran Premio di Germania e prendendo accordi con Jean Alesi per il prosieguo della stagione. La ragione ufficiale del licenziamento fu il rifiuto da parte del pilota tedesco di effettuare una visita medica prima dell'inizio della stagione. Frentzen era stato inoltre costretto a saltare il Gran Premio del Canada per i postumi di un incidente occorsogli durante il Gran Premio di Monaco.

### Aspetti tecnici
Tutte le scuderie portarono in pista alettoni studiati appositamente per i tracciati di Hockenheim e di Monza, caratterizzati da lunghi rettilinei e poche curve guidate. La Ferrari utilizzò per la prima volta in gara la versione più potente del proprio motore, fino a quel momento riservato solo alle qualifiche. La scuderia italiana presentò inoltre un nuovo profilo estrattore posteriore, mentre Panis collaudò un innovativo pedale del freno azionabile utilizzando entrambi i piedi.

## Prove libere

### Risultati
Nella prima sessione di prove di venerdì i risultati furono i seguenti:
| Pos | No | Pilota             | Costruttore        | Tempo    |
| --- | -- | ------------------ | ------------------ | -------- |
| 1   | 2  | Rubens Barrichello | Ferrari            | 1'41"953 |
| 2   | 19 | Pedro de la Rosa   | Jaguar - Ford      | 1'42"302 |
| 3   | 4  | David Coulthard    | McLaren - Mercedes | 1'42"621 |

Nella seconda sessione di prove di venerdì i risultati furono i seguenti:
| Pos | No | Pilota             | Costruttore        | Tempo    |
| --- | -- | ------------------ | ------------------ | -------- |
| 1   | 18 | Eddie Irvine       | Jaguar - Ford      | 1'41"424 |
| 2   | 6  | Juan Pablo Montoya | Williams - BMW     | 1'41"487 |
| 3   | 3  | Mika Häkkinen      | McLaren - Mercedes | 1'41"949 |

Nella sessione di prove di sabato mattina i risultati furono i seguenti:
| Pos | No | Pilota             | Costruttore    | Tempo    |
| --- | -- | ------------------ | -------------- | -------- |
| 1   | 5  | Ralf Schumacher    | Williams - BMW | 1'39"188 |
| 2   | 6  | Juan Pablo Montoya | Williams - BMW | 1'39"469 |
| 3   | 1  | Michael Schumacher | Ferrari        | 1'39"937 |

## Qualifiche

### Resoconto
La Williams-BMW dimostrò una grande competitività sui lunghissimi rettilinei dello Hockenheimring e conquistò l’intera prima fila con Montoya e Ralf Schumacher, la prima per la scuderia inglese dal Gran Premio di Gran Bretagna 1997. Il pilota colombiano precedette il compagno di squadra di appena diciannove millesimi, staccando però di quasi sette decimi il terzo classificato Häkkinen. Alle spalle del finlandese si piazzarono Michael Schumacher, Coulthard, Barrichello, Räikkönen e Heidfeld. In nona e decima posizione si schierarono invece de la Rosa e Trulli, quest'ultimo rallentato dalla rottura del motore durante la sessione.

### Risultati
| Pos | No | Pilota               | Costruttore        | Pneumatici | Tempo    | Distacco                 |
| --- | -- | -------------------- | ------------------ | ---------- | -------- | ------------------------ |
| 1   | 6  | Juan Pablo Montoya   | Williams - BMW     | M          | 1'38"117 | alla media di 250.4 km/h |
| 2   | 5  | Ralf Schumacher      | Williams - BMW     | M          | 1'38"136 | +0"019                   |
| 3   | 3  | Mika Häkkinen        | McLaren - Mercedes | B          | 1'38"811 | +0"694                   |
| 4   | 1  | Michael Schumacher   | Ferrari            | B          | 1'38"941 | +0"824                   |
| 5   | 4  | David Coulthard      | McLaren - Mercedes | B          | 1'39"574 | +1"457                   |
| 6   | 2  | Rubens Barrichello   | Ferrari            | B          | 1'39"682 | +1"565                   |
| 7   | 16 | Nick Heidfeld        | Sauber - Petronas  | B          | 1'39"921 | +1"804                   |
| 8   | 17 | Kimi Räikkönen       | Sauber - Petronas  | B          | 1'40"072 | +1"955                   |
| 9   | 19 | Pedro de la Rosa     | Jaguar - Ford      | M          | 1'40"265 | +2"148                   |
| 10  | 12 | Jarno Trulli         | Jordan - Honda     | B          | 1'40"322 | +2"205                   |
| 11  | 18 | Eddie Irvine         | Jaguar - Ford      | M          | 1'40"371 | +2"254                   |
| 12  | 10 | Jacques Villeneuve   | BAR - Honda        | B          | 1'40"610 | +2"493                   |
| 13  | 9  | Olivier Panis        | BAR - Honda        | B          | 1'40"437 | +2"320                   |
| 14  | 22 | Jean Alesi           | Prost - Acer       | M          | 1'40"724 | +2"607                   |
| 15  | 11 | Ricardo Zonta        | Jordan - Honda     | B          | 1'41"174 | +3"057                   |
| 16  | 23 | Luciano Burti        | Prost - Acer       | M          | 1'41"213 | +3"096                   |
| 17  | 7  | Giancarlo Fisichella | Benetton - Renault | M          | 1'41"299 | +3"182                   |
| 18  | 8  | Jenson Button        | Benetton - Renault | M          | 1'41"438 | +3"321                   |
| 19  | 15 | Enrique Bernoldi     | Arrows - Asiatech  | B          | 1'41"668 | +3"551                   |
| 20  | 14 | Jos Verstappen       | Arrows - Asiatech  | B          | 1'41"870 | +3"753                   |
| 21  | 21 | Fernando Alonso      | Minardi - European | M          | 1'41"913 | +3"796                   |
| 22  | 20 | Tarso Marques        | Minardi - European | M          | 1'42"716 | +4"599                   |

## Warm up
Nel warm up di domenica mattina i migliori tempi furono i seguenti:
| Pos | No | Pilota             | Costruttore    | Tempo    |
| --- | -- | ------------------ | -------------- | -------- |
| 1   | 5  | Ralf Schumacher    | Williams - BMW | 1'41"621 |
| 2   | 6  | Juan Pablo Montoya | Williams - BMW | 1'42"651 |
| 3   | 1  | Michael Schumacher | Ferrari        | 1'42"743 |

## Gara

### Resoconto
Alla partenza i piloti della Williams mantennero il comando, mentre pochi metri dopo lo scatto la Ferrari di Michael Schumacher rallentò per un problema al cambio. I piloti alle sue spalle scartarono per evitarlo, ma Burti, con la visuale coperta fino all'ultimo dalla vettura di Panis, non riuscì ad evitare il contatto, tamponando violentemente la monoposto del tedesco e decollando. La Prost del brasiliano atterrò sulla Arrows di Bernoldi, colpita anche da uno pneumatico staccatosi dalla vettura francese, capottandosi e terminando la sua corsa nella via di fuga. La direzione gara, considerando la quantità di detriti sparsi per la pista, decise di interrompere il Gran Premio con la bandiera rossa e di organizzare una nuova procedura di partenza, alla quale presero parte tutti i piloti.
Al secondo via non ci furono ulteriori intoppi e i piloti della Williams mantennero il comando davanti a Häkkinen e Michael Schumacher. Quest'ultimo sopravanzò il rivale già nel corso della prima tornata, imitato poco dopo da Barrichello, che sorpassò sia Häkkinen che Coulthard durante i primi due giri. Il brasiliano, partito per effettuare due soste contro la singola della maggior parte dei rivali, attaccò e superò anche il compagno di squadra nel corso del quinto passaggio, non riuscendo però ad impensierire Montoya e Ralf Schumacher, saldamente in testa alla corsa.
Al tredicesimo giro Häkkinen si ritirò per un problema al motore, mentre tre tornate più tardi Barrichello effettuò il suo primo pit stop, rientrando in pista in quinta posizione. Dopo 22 giri si fermò anche Montoya, ma la sosta del colombiano fu notevolmente allungata da un problema con l'apparecchiatura di rifornimento, che gli costò quasi venti secondi. Montoya tornò in gara in quarta posizione, ma si dovette ritirare poco dopo per la rottura del motore. Anche Schumacher abbandonò la gara in modo simile, ritirandosi per un problema di pressione del carburante subito dopo aver rifornito, imitato al 27º passaggio da Coulthard, tradito dal motore della sua McLaren subito dopo la sosta ai box.
In prima e seconda posizione si vennero quindi a trovare Ralf Schumacher e Barrichello, mentre i numerosi ritiri permisero a Villeneuve di risalire fino alla terza posizione, ripetendo il podio ottenuto in Spagna (questo fu l'ultimo piazzamento nei primi tre posti per il canadese). Subito dietro al canadese si piazzarono le due Benetton - Renault di Fisichella e Button, quest'ultimo incalzato sotto il traguardo da Alesi che giunse sesto conquistando l'ultimo punto iridato nella storia della Prost.

### Risultati
| Pos      | No | Pilota               | Costruttore        | Pneumatici | Giri | Tempo/Ritiro e posizione al ritiro/Media oraria | Partenza | Punti |
| -------- | -- | -------------------- | ------------------ | ---------- | ---- | ----------------------------------------------- | -------- | ----- |
| 1        | 5  | Ralf Schumacher      | Williams - BMW     | M          | 45   | 1h18'17"873 - 235.351 Km/h                      | 2        | 10    |
| 2        | 2  | Rubens Barrichello   | Ferrari            | B          | 45   | +46"117                                         | 6        | 6     |
| 3        | 10 | Jacques Villeneuve   | BAR - Honda        | B          | 45   | +1'02"806                                       | 12       | 4     |
| 4        | 7  | Giancarlo Fisichella | Benetton - Renault | M          | 45   | +1'03"477                                       | 17       | 3     |
| 5        | 8  | Jenson Button        | Benetton - Renault | M          | 45   | +1'05"454                                       | 18       | 2     |
| 6        | 22 | Jean Alesi           | Prost - Acer       | M          | 45   | +1'05"950                                       | 14       | 1     |
| 7        | 9  | Olivier Panis        | BAR - Honda        | B          | 45   | +1'17"527                                       | 13       |       |
| 8        | 15 | Enrique Bernoldi     | Arrows - Asiatech  | B          | 44   | +1 giro                                         | 19       |       |
| 9        | 14 | Jos Verstappen       | Arrows - Asiatech  | B          | 44   | +1 giro                                         | 20       |       |
| 10       | 21 | Fernando Alonso      | Minardi - European | M          | 44   | +1 giro                                         | 21       |       |
| Ritirato | 12 | Jarno Trulli         | Jordan - Honda     | B          | 34   | Pompa idraulica (8°)                            | 10       |       |
| Ritirato | 4  | David Coulthard      | McLaren - Mercedes | B          | 27   | Motore (3°)                                     | 5        |       |
| Ritirato | 20 | Tarso Marques        | Minardi - European | M          | 26   | Cambio (13°)                                    | 22       |       |
| Ritirato | 6  | Juan Pablo Montoya   | Williams - BMW     | M          | 24   | Motore (3°)                                     | 1        |       |
| Ritirato | 1  | Michael Schumacher   | Ferrari            | B          | 23   | Pompa benzina (2°)                              | 4        |       |
| Ritirato | 23 | Luciano Burti        | Prost - Acer       | M          | 23   | Incidente (12°)                                 | 16       |       |
| Ritirato | 17 | Kimi Räikkönen       | Sauber - Petronas  | B          | 16   | Semiasse (13°)                                  | 8        |       |
| Ritirato | 18 | Eddie Irvine         | Jaguar - Ford      | M          | 16   | Accensione (15°)                                | 11       |       |
| Ritirato | 3  | Mika Häkkinen        | McLaren - Mercedes | B          | 13   | Motore (5°)                                     | 3        |       |
| Ritirato | 11 | Ricardo Zonta        | Jordan - Honda     | B          | 7    | Collisione con E.Bernoldi (20°)                 | 15       |       |
| Ritirato | 16 | Nick Heidfeld        | Sauber - Petronas  | B          | 0    | Collisione con P.de la Rosa                     | 7        |       |
| Ritirato | 19 | Pedro de la Rosa     | Jaguar - Ford      | M          | 0    | Collisione con N.Heidfeld                       | 9        |       |

## Classifiche

### Piloti
| Pos. | Pilota                | Punti |
| ---- | --------------------- | ----- |
| 1    | Michael Schumacher    | 84    |
| 2    | David Coulthard       | 47    |
| 3    | Ralf Schumacher       | 41    |
| 4    | Rubens Barrichello    | 40    |
| 5    | Mika Häkkinen         | 19    |
| 6    | Juan Pablo Montoya    | 15    |
| 7    | Jacques Villeneuve    | 11    |
| 8    | Nick Heidfeld         | 10    |
| 9    | Kimi Räikkönen        | 9     |
| 9    | Jarno Trulli          | 9     |
| 11   | Heinz-Harald Frentzen | 6     |
| 12   | Olivier Panis         | 5     |
| 13   | Eddie Irvine          | 4     |
| 13   | Giancarlo Fisichella  | 4     |
| 13   | Jean Alesi            | 4     |
| 16   | Jenson Button         | 2     |
| 17   | Pedro de la Rosa      | 1     |
| 17   | Jos Verstappen        | 1     |

### Costruttori
| Pos. | Team               | Punti |
| ---- | ------------------ | ----- |
| 1    | Ferrari            | 124   |
| 2    | McLaren - Mercedes | 66    |
| 3    | Williams - BMW     | 56    |
| 4    | Sauber - Petronas  | 19    |
| 5    | BAR - Honda        | 16    |
| 6    | Jordan - Honda     | 15    |
| 7    | Benetton - Renault | 6     |
| 8    | Jaguar - Ford      | 5     |
| 9    | Prost - Acer       | 4     |
| 10   | Arrows - Asiatech  | 1     |